# وزارة المالية والتخطيط الاقتصادي (السودان)
وزارة المالية والتخطيط الاقتصادي هي الجهة الرئيسة المسؤولة عن إدارة الاقتصاد في السودان، يرأس الوزارة حاليًّا جبريل ابراهيم منذ 9 يوليو 2020.

## وصلات خارجية
- الموقع الرسمي للوزارة.